# Zied Boughattas
Zied Boughattas (Beni Hassen, 5 dicembre 1990) è un calciatore tunisino, difensore dell'ENPPI e della Nazionale tunisina.

## Carriera

### Club
Ha sempre giocato nel campionato tunisino.

### Nazionale
Con la maglia della Nazionale ha esordito nel 2015 ed è stato successivamente convocato per la Coppa d'Africa nel 2017.